# Magdalena Margarita Contestí Rosselló
Magdalena Margarita Contestí Rosselló, née le 4 mai 1985, est une femme politique espagnole membre de Vox.

## Biographie
Lors des élections générales anticipées du 28 avril 2019, elle est élue députée au Congrès des députés pour la XIIIe législature  dans la circonscription des îles Baléares. Elle n'est pas réélue aux élections anticipées de novembre 2019.